# Eisner-díj a legjobb színezőnek
Ebben a listában az Eisner-díj „legjobb színezőnek” kategóriájának jelöltjei és nyertesei találhatóak.
| Év   | Színező                                    | Munkák (és kiadók) |
| ---- | ------------------------------------------ | --- |
| 2012 | Laura Allred                               | iZombie (Vertigo) és Madman All-New Giant-Size Super-Ginchy Special (Image Comics) |
| 2012 | Bill Crabtree                              | The Sixth Gun (Oni Press) |
| 2012 | Ian Herring és Ramón K. Pérez              | Jim Henson’s Tale of Sand (Archaia Studios Press) |
| 2012 | Victor Kalvachev                           | Blue Estate (Image Comics) |
| 2012 | Cris Peter                                 | Casanova: Avaritia és Casanova: Gula (Marvel Icon) |
| 2011 | Jimmy Gownley                              | Amelia Rules!: True Things (Adults Don’t Want Kids to Know) és Amelia Rules!: The Tweenage Guide to Not Being Unpopular (Atheneum Books)                                                                     |
| 2011 | Metaphrog (Sandra Marrs és John Chalmers)  | Louis: Night Salad (Metaphrog) |
| 2011 | Dave Stewart                               | Hellboy, BPRD, Baltimore, Let Me In (Dark Horse Comics), Detective Comics (DC Comics), Neil Young’s Greendale, Daytripper és Joe the Barbarian (Vertigo)                                                     |
| 2011 | Hilary Sycamore                            | City of Spies, Resistance, Booth, Brain Camp és Solomon’s Thieves (First Second Books) |
| 2011 | Chris Ware                                 | Acme Novelty Library #20 (Drawn & Quarterly) |
| 2010 | Steve Hamaker                              | Bone: Crown of Thorns (Scholastic Graphix) és Little Mouse Gets Ready (Toon Books) |
| 2010 | Laura Martin                               | The Rocketeer: The Complete Adventures (IDW Publishing), Thor és The Stand: American Nightmares (Marvel Comics)                                                                                              |
| 2010 | David Mazzucchelli                         | Asterios Polyp (Pantheon Books) |
| 2010 | Alex Sinclair                              | Blackest Night és Batman and Robin (DC Comics) |
| 2010 | Dave Stewart                               | Abe Sapien, BPRD, The Goon, Hellboy, Solomon Kane, Umbrella Academy, Zero Killer (Dark Horse Comics), Detective Comics (DC Comics) és Luna Park (Vertigo)                                                    |
| 2009 | Steve Hamaker                              | Bone: Ghost Circles és Bone: Treasure Hunters (Scholastic Graphix) |
| 2009 | Trish Mulvihill                            | Joker (DC Comics) és 100 Bullets (Vertigo) |
| 2009 | Val Staples                                | Criminal és Incognito (Marvel Icon) |
| 2009 | Dave Stewart                               | Abe Sapien: The Drowning, BPRD, The Goon, Hellboy, Solomon Kane, The Umbrella Academy (Dark Horse Comics), Body Bags (Image Comics) és Captain America: White (Marvel Comics)                                |
| 2009 | Chris Ware                                 | Acme Novelty Library #19 (Acme Novelty Library) |
| 2008 | Jimmy Gownley                              | Amelia Rules! (Renaissance Press) |
| 2008 | Steve Hamaker                              | Bone (Scholastic Graphix) és Shazam: Monster Society of Evil (DC Comics) |
| 2008 | Richard Isanove                            | Dark Tower: The Gunslinger Born (Marvel Comics) |
| 2008 | Ronda Pattison                             | Atomic Robo (Red 5 Comics) |
| 2008 | Dave Stewart                               | BPRD, Buffy the Vampire Slayer Season Eight, Cut, Hellboy, Lobster Johnson, The Umbrella Academy (Dark Horse Comics) és The Spirit (DC Comics)                                                               |
| 2008 | Alex Wald                                  | Shaolin Cowboy (Burlyman Entertainment) |
| 2007 | Kristian Donaldson                         | Supermarket (IDW Publishing) |
| 2007 | Hubert                                     | The Left Bank Gang (Fantagraphics Books) |
| 2007 | Lark Pien                                  | American Born Chinese (First Second Books) |
| 2007 | Dave Stewart                               | BPRD, Conan, The Escapists, Hellboy (Dark Horse Comics), Action Comics, Batman/The Spirit és Superman (DC Comics)                                                                                            |
| 2007 | Chris Ware                                 | Acme Novelty Library #17 (Acme Novelty Library) |
| 2006 | Jeromy Cox                                 | Teen Titans (DC Comics) és Otherworld (Vertigo) |
| 2006 | Steven Griffin                             | Hawaiian Dick: The Last Resort (Image Comics) |
| 2006 | Steve Hamaker                              | Bone: The Great Cow Race (Scholastic Graphix) |
| 2006 | Jose Villarrubia                           | Desolation Jones (Wildstorm) |
| 2006 | Chris Ware                                 | Acme Novelty Library #16 (Acme Novelty Library) |
| 2005 | Peter Doherty                              | Shaolin Cowboy (Burlyman Entertainment) |
| 2005 | Steven Griffen                             | Hawaiian Dick: The Last Resort (Image Comics) |
| 2005 | Laura Martin                               | Astonishing X-Men (Marvel Comics), Ministry of Space (Image Comics), Planetary (Wildstorm) és I Am Legion: The Dancing Faun (Humanoids Publishing)                                                           |
| 2005 | J. D. Mettler                              | Ex Machina (Wildstorm) |
| 2005 | Dave Stewart                               | Daredevil, Ultimate X-Men, Ultimate Six, Captain America (Marvel Comics), Conan, BPRD (Dark Horse Comics) és DC: The New Frontier (DC Comics)                                                                |
| 2004 | Steven Griffin                             | Hawaiian Dick (Image Comics) |
| 2004 | Matt Hollingsworth                         | Catwoman (DC Comics) |
| 2004 | Paul Hornschemeier                         | Forlorn Funnies (Absence of Ink Press) |
| 2004 | Jason Keith                                | El Cazador (CrossGen Comics) |
| 2004 | Patricia Mulvihill                         | Batman, Wonder Woman (DC Comics) és 100 Bullets (Vertigo) |
| 2003 | Jeromy Cox                                 | Promethea (America’s Best Comics) és Leave It to Chance (Image Comics) |
| 2003 | Matt Hollingsworth                         | Alias, Daredevil (Marvel Comics), The Filth #1–3 (Vertigo), Batman: Nine Lives, Catwoman és Catwoman: Selina’s Big Score (DC Comics)                                                                         |
| 2003 | Paul Hornschemeier                         | Forlorn Funnies (Absence of Ink) |
| 2003 | Laura DePuy                                | Ruse (CrossGen Comics) |
| 2003 | Patricia Mulvihill                         | Gotham Girls, Wonder Woman (DC Comics), 100 Bullets, Hellblazer Special: Lady Constantine (Vertigo) |
| 2003 | Dave Stewart                               | Hellboy: Third Wish, The Amazing Screw-on Head, Star Wars: Empire (Dark Horse Comics), Human Target: Final Cut, Doom Patrol (Vertigo), Tom Strong (America’s Best Comics) és Captain America (Marvel Comics) |
| 2002 | Edgar Delgado, Studio F                    | Out There (Wildstorm) |
| 2002 | Laura DePuy                                | Ruse (CrossGen Comics) és Ministry of Space (Image Comics) |
| 2002 | Patricia Mulvihill                         | Wonder Woman (DC Comics) és 100 Bullets (Vertogo) |
| 2002 | Jose Villarrubia                           | Fantastic Four: 1234 (Marvel Comics) |
| 2002 | Chris Ware                                 | Acme Novelty Library #15 (Fantagraphics Books) |
| 2001 | Jeromy Cox                                 | Promethea (America’s Best Comics) |
| 2001 | Lovern Kindzierski                         | Ring of the Nibelung (Dark Horse Comics) |
| 2001 | Patricia Mulvihill                         | 100 Bullets (Vertigo) és Nightwing (DC Comics) |
| 2001 | Lynn Varley                                | Sin City: Hell and Back (Dark Horse Comics) |
| 2001 | Chris Ware                                 | Acme Novelty Library #14 (Fantagraphics Books) |
| 2000 | Laura Allred                               | Madman Comics (Dark Horse Comics) és Happydale: Devils in the Desert (Vertigo) |
| 2000 | Laura DePuy                                | The Authority és Planetary (Wildstorm) |
| 2000 | Angus McKie                                | Heart of Empire (Dark Horse Comics) |
| 2000 | Kevin Nowlan                               | Jack B. Quick és Tomorrow Stories (America’s Best Comics) |
| 2000 | Chris Ware                                 | Acme Novelty Library (Fantagraphics Books) |
| 1999 | Bjarne Hansen                              | Superman for All Seasons (DC Comics) |
| 1999 | Dave Kemp                                  | Inhumans (Marvel Comics) |
| 1999 | Liquid! (Christian Lichtner és Aron Lusen) | Battle Chasers (Image Comics) |
| 1999 | Jonathan D. Smith                          | Fathom (Top Cow, Image Comics) |
| 1999 | Lynn Varley                                | 300 (Dark Horse Comics) |
| 1998 | Laura Allred                               | Red Rocket 7 (Dark Horse Comics) |
| 1998 | Jeromy Cox                                 | Leave It to Chance (Homage Comics) és Mage (Image Comics) |
| 1998 | Sarah Dyer                                 | Amy Racecar Color Special #1 (El Capitan Books) |
| 1998 | Lovern Kindzierski                         | Elric: Stormbringer (Dark Horse Comics, Topps Comics), Dr. Strange: What Is It That Disturbs You, Stephen? (Marvel Comics)                                                                                   |
| 1998 | Archer Prewitt                             | Sof’ Boy and Friends (Drawn & Quarterly) |
| 1998 | Chris Ware                                 | The Acme Novelty Library (Fantagraphics Books) |
| 1997 | Monica Bennett                             | Deathblow and Wolverine (Wildstorm, Image Comics, Marvel Comics) |
| 1997 | Jeromy Cox                                 | Leave It to Chance (Homage Comics) |
| 1997 | Matt Hollingsworth                         | Preacher, Death: The Time of Your Life (Vertigo), Bloody Mary (Helix) és Challengers of the Unknown (DC Comics)                                                                                              |
| 1997 | Trish Mulvihill                            | Wonder Woman, Firebrand (DC Comics) és Batman and Captain America (DC Comics, Marvel Comics) |
| 1997 | Daniel Vozzo                               | The Invisibles, The Dreaming, The Sandman (Vertigo) |
| 1996 | George Freeman                             | The X-Files (Topps Comics) |
| 1996 | Claude Legris                              | The Big Guy and Rusty the Boy Robot (Dark Horse Comics) |
| 1996 | Angus McKie                                | Neil Gaiman’s Teknophage (Big Entertainment) és Martha Washington: Stranded in Space (Dark Horse Comics) |
| 1996 | Maurice Vellekoop                          | Drawn and Quarterly (Drawn & Quarterly) |
| 1996 | Chris Ware                                 | The Acme Novelty Library (Fantagraphics Books) |
| 1995 | Peter Bagge és Mary Woodring               | Hate (Fantagraphics Books) |
| 1995 | Elizabeth Chadwick                         | Concrete: Killer Smile (Dark Horse Comics) |
| 1995 | Susan Daigle-Leach                         | Uncle Scrooge (Gladstone Publishing) |
| 1995 | Angus McKie                                | Martha Washington Goes to War (Dark Horse Comics) |
| 1995 | Chris Ware                                 | The Acme Novelty Library (Fantagraphics Books) |
| 1994 | Joe Chiodo                                 | WildC.A.T.S. és Deathblow (Image Comics) |
| 1994 | Steve Oliff és Reuben Rude                 | Spawn (Image Comics) |
| 1994 | Matt Hollingsworth                         | Aliens: Labyrinth, Aliens: Salvation és Creature from the Black Lagoon (Dark Horse Comics) |
| 1994 | Joe Matt                                   | Batman/Grendel (Comico Comics, DC Comics) |
| 1994 | Daniel Vozzo                               | The Sandman, Shade, the Changing Man (Vertigo) |
| 1994 | Tom Ziuko                                  | Hellblazer (Vertigo) |
| 1993 | Lovern Kindzierski                         | Fairy Tales of Oscar Wilde (NBM Publishing), Batman: Sword of Azrael és L.E.G.I.O.N. 92 (DC Comics) |
| 1993 | Richmond Lewis                             | Ironwolf: Fires of the Revolution (DC Comics) |
| 1993 | Bernie Mireault                            | Grendel: War Child (Dark Horse Comics) és The Jam: Urban Adventure (Tundra Publishing) |
| 1993 | Steve Oliff                                | Legends of the Dark Knight #28–30, Martian Manhunter: American Secrets (DC Comics), James Bond 007: Serpent’s Tooth (Dark Horse Comics), Spawn (Image Comics)                                                |
| 1992 | Lovern Kindzierski                         | L.E.G.I.O.N. 91/92 (DC Comics) |
| 1992 | Tom Luth                                   | Groo the Wanderer (Epic Comics) és Usagi Yojimbo Color Special #2 (Fantagraphics Books) |
| 1992 | Steve Oliff                                | Legends of the Dark Knight (DC Comics), 2112 (Dark Horse Comics) és Akira (Epic Comics |
| 1992 | Cris Palomino                              | Uncle Scrooge, Disney Digests és The Jetsons (Disney) |
| 1992 | Dan Vozzo                                  | The Sandman és Doom Patrol (Vertigo) |